# إشراف سعيد
إشراف سعيد ولدت باسم إشراف شبيل سنة 1973 في مدينة صفاقس، هي زوجة الرئيس التونسي قيس سعيد، وسيدة تونس الأولى منذ تولي زوجها الرئاسة في 2019.

## النشأة والتعليم
ولدت إشراف شبيل بمدينة صفاقس عام 1973، وتعود أصولها إلى مدينة طبلبة جنوب مدينة المنستير.
كان والدها يعمل قاضياً في محكمة الاستئناف، وبحكم طبيعة عمله كان ينتقل من منطقة إلى أخرى مع كل تغيير تجريه السلطات في الحركة القضائية داخل البلاد. تلقت تعليمها في المدرسة الفرنسية بمدينة سوسة، قبل أن تلتحق بالمعهد الثانوي للإناث بنفس المدينة، وتحصل على الباكالوريا ثم تلتحق بكلية الحقوق.
تخرجت من المعهد الأعلى للقضاء التونسي، ثم حصلت على شهادة في الدراسات العليا بالعلوم الجنائية. وأصبحت إشراف سعيد مستشارة في محكمة الاستئناف، بالإضافة لكونها وكيل رئيس المحكمة الابتدائية التونسية.
وأكّدت المحامية تونسية رفيعة المديني لشبكة الجزيرة إلى أن إشراف سعيد من أفضل القضاة خلقاً وتواضعاً، فضلاً عن كونها صاحبة مهنية عالية يشهد بها المحامون.

## زواجها من قيس سعيد
تعرّف قيس سعيّد على إشراف شبيل في مدرج الجامعة التي كانت تدرس فيها بمحافظة سوسة، قبل أن يتزوجا، حسبما ذكر سعيّد في حوار سابق مع برنامج «للحكاية وجه آخر» والذي كانت تقدمه الإعلامية التونسية هندة علية الغريبي على الإذاعة التونسية عام 2017.
ورُزق قيس سعيد وإشراف سعيد بثلاثة أبناء، هم: عمر، سارة، ومنى.